# Parasmittina kauaiensis
Parasmittina kauaiensis is een mosdiertjessoort uit de familie van de Smittinidae. De wetenschappelijke naam van de soort is voor het eerst geldig gepubliceerd in 1973 door Soule & Soule.